# Mistrovství Evropy v zápasu řecko-římském 2017
Mistrovství Evropy v zápasu řecko-římském za rok 2017 proběhlo v hale Spens v Novim Sadu, Srbsko ve dnech 6.-7. května 2017.

## Česká stopa
- -66 kg – Michal Novák – 19. místo
- -71 kg – Jan Žižka – 17. místo
- -75 kg – Oldřich Varga – 18. místo
- -75 kg – Petr Novák – 8. místo
- -98 kg – Artur Omarov – 8. místo

## Program
- SOB – 06.05.2017 – pérová váha (−59 kg), lehká váha (−66 kg), těžká váha (−98 kg), supertěžká váha (−130 kg)
- NED – 07.05.2017 – lehká velterová (−71 kg), velterová (−75 kg), lehká střední (−80 kg), střední váha (−85 kg)

## Výsledky
| Kategorie | Zlato                   | Stříbro                 | Bronz                   | Bronz                       |
| --------- | ----------------------- | ----------------------- | ----------------------- | --------------------------- |
| -59 kg    | Kristijan Fris (SRB)    | Ivo Angelov (BUL)       | Ivan Lizatović (CRO)    | Mingijan Semjonov (RUS)     |
| -66 kg    | Arťom Surkov (RUS)      | Davor Štefanek (SRB)    | Soslan Daurov (BLR)     | Goga Gogiberašvili (GEO)    |
| -71 kg    | Bálint Korpási (HUN)    | Pavel Ljach (BLR)       | Abujazid Mancigov (RUS) | Aleksandar Maksimović (SRB) |
| -75 kg    | Tarek Abdulsalam (BUL)  | Čingiz Labazanov (RUS)  | Tamás Lőrincz (HUN)     | Kazbek Kilov (BLR)          |
| -80 kg    | Zurab Datunašvili (GEO) | Radik Kulijev (BLR)     | Adlan Akijev (RUS)      | Aslan Atem (TUR)            |
| -85 kg    | Viktor Lőrincz (HUN)    | Metehan Başar (TUR)     | Ramsin Azizsir (GER)    | Nikolaj Bajrjakov (BUL)     |
| -98 kg    | Felix Baldauf (NOR)     | Alexandr Hrabovik (BLR) | Artur Aleksanjan (ARM)  | Balázs Kiss (HUN)           |
| -130 kg   | Rıza Kaya'alp (TUR)     | Bálint Lám (HUN)        | Vitalij Ščur (RUS)      | Levan Arabuli (GEO)         |